# ズデネク・シュティバル
ズデネク・シュティバル（Zdeněk Štybar、1985年12月11日 - ）は、チェコ、プラナー出身の自転車競技（シクロクロス・ロードレース）選手。

## 経歴
2005年、2006年のU23シクロクロス世界選手権自転車競技大会優勝者。
2006年、ツアー・オブ・ジャパンで来日、総合22位。
2007年にエリートに転じ、シクロクロス国内選手権では、2007年から2011年まで5連覇中。
また、2009年-2010年シーズンのUCIシクロクロスワールドカップで総合優勝を果たした。
エリート部門における世界選手権では、
- 2008年 2位
- 2009年 2位。
- 2010年、悲願の世界一の座に就いた。
- 2011年、連覇達成。
- 2014年、3度目の優勝。

2011年3月1日より、クイックステップに加入。
2013年、エネコ・ツアーにて総合優勝を獲得。キャリア最高の勝利を得た。ブエルタ・ア・エスパーニャ第7ステージでは僅差で逃げ切り、グランツール初勝利を飾った。
2015年、ツール・ド・フランス第6ステージにて、ゴール前のアタックを成功させ優勝。残すグランツールでの勝利はジロ・デ・イタリアのみとなった。
ロード競技ではワンデーレースに強く、2015年にストラーデ・ビアンケを制している。パリ〜ルーベでは2013年から3年連続で一桁順位でフィニッシュしているもののまだ勝利はない。2015年はゴールスプリントでヨーン・デーゲンコルプの2着に敗れ、2017年もフレフ・ファン・アヴェルマートにスプリントで敗れ2着となった。

## 主な戦績

### 2008年
- 世界選手権 2位（シクロクロス）

### 2009年
- 世界選手権 2位（シクロクロス）

### 2010年
- 世界選手権 優勝（シクロクロス）
- ツール・ド・スロヴァキー 区間優勝（プロローグ）

### 2011年
- 世界選手権 優勝（シクロクロス）
- ダンケルク4日間レース 総合3位

### 2012年
- ダンケルク4日間レース 総合2位
- ツール・ド・ポローニュ 区間優勝(第3ステージ)

### 2013年
- パリ〜ルーベ 6位
- エネコ・ツアー 総合優勝(第3,7ステージ優勝)
- ブエルタ・ア・エスパーニャ 区間優勝(第7ステージ)

### 2014年
- 世界選手権 優勝（シクロクロス）
- チェコ選手権 優勝(ロードレース)、3位(個人タイムトライアル)
- パリ〜ルーベ 5位
- エネコ・ツアー 区間優勝(第2ステージ)
- ビンシュ〜トゥルネ〜ビンシュ 優勝

### 2015年
- ストラーデ・ビアンケ 優勝
- E3・ハレルベーク 2位
- パリ〜ルーベ 2位
- ツール・ド・フランス 区間優勝(第6ステージ)
- チェコ・サイクリングツアー 総合3位、ポイント賞(第1(TTT),4ステージ優勝)

### 2016年
- ストラーデ・ビアンケ 2位
- ティレーノ～アドリアティコ 区間優勝（第2ステージ）

### 2017年
- パリ〜ルーベ 2位
- チェコ選手権 優勝(ロードレース)

### 2018年
- ビンクバンク・ツアー　 ポイント賞

### 2019年
- ヴォルタ・アン・アルガルヴェ　区間優勝（第5ステージ）
- オムロープ・ヘット・ニウスブラット　優勝
- E3ビンクバンク・クラシック　優勝

### 2020年
- ブエルタ・ア・サンフアン　区間優勝（第6ステージ）

### 2021年
- E3サクソ・クラシック 5位

### 2022年
- ツアー・オブ・ルーヴェン＝メモリアル・ジェフ・シェーレン 2位